# Sijung
Sijung (kor. 시중군, Sijung-kun) – powiat w Korei Północnej, w prowincji Chagang. W 2008 roku liczył ok. 42 tys. mieszkańców. 
Przed 1952 rokiem powiat był częścią Kanggye. Przez powiat przebiega pasmo górskie Kangnam. W kierunku zachodnim teren obniża się. Najwyższym szczytem jest Siru-bong (1355 m n.p.m.). Przez powiat przepływa rzeka Changja. 
Gospodarka opiera się na rolnictwie i górnictwie.